# Yoo Se-yoon
Yoo Se Yoon (en hangul, 유세윤; en hanja, 兪世潤; Seúl, 12 de septiembre de 1980) es un comediante y presentador de comedia televisiva surcoreano. Es anfitrión y copresenta una variedad de shows, además de ser parte del dúo musical y humorístico, UV. Yoo ha sido parte de programas como el talk show surcoreano Non-Summit, Witch Hunt, SNL Korea, el programa de entrevistas de Corea del Sur Golden Fishery, así como sus segmentos, Knee Drop Guru y Radio Star.

## Carrera

### Música (UV)
UV es un dúo musical y humorístico de hip hop formado por Yoo y el artista de hip-hop Muzie/Muzi de High Syde. Son conocidos por crear música con letras de comedia y solo por promocionar su trabajo a través de su propio programa en el canal de música de Corea del Sur, Mnet titulado UV Syndrome.
UV debutó en 2010 con «No Cool, I'm Sorry», una canción que representa una ruptura entre dos enamorados en una luz cómica. En trabajos posteriores, crearon parodias incluyendo «Itaewon Freedom» con el CEO de JYP Entertainment Park Jin Young y «Who am I» basado en The Beatles. El vídeo musical de «Convenience», también lanzado en 2010, presentó personajes y obras de arte de Welcome to Convenience Store.
En 2011, UV se presentó en las festividades de Año Nuevo para dar la bienvenida al año 2012 en Times Square de Seúl.
En agosto de 2013, UV lanzó el EP It Can't Be True. Este lanzamiento marcó el regreso de Yoo a la industria del entretenimiento después de entregarse voluntariamente a la policía por conducir bajo los efectos del alcohol en mayo de 2013.
UV actuó y tuvo créditos de escritura para varias canciones en la banda sonora de la película coreana de 2014  플랜맨 (The Plan Man).

### Música (en solitario)
De vez en cuando, Yoo lanza parodias musicales sobre varios aspectos de la cultura pop, como su segundo EP titulado Kkattalk, que se burla del servicio de mensajes instantáneos de Corea del Sur KakaoTalk.

## Filmografía

### Programas de televisión
- 2019-presente: Vocal Play Season 2: Campus Music Olympiad - copresentador junto a Oh Sang-jin[10]
- 2015-presente: I Can See Your Voice - copresentador
- 2017: Life Bar - miembro
- 2017: Battle Trip - concursó junto a Muzie, Ep. 63-64
- 2011, 2012: Hello Counselor - invitado, Ep. 35 y 92

## Premios y nominaciones
| Año  | Categoría             | Premio                  | Trabajo | Resultado |
| ---- | --------------------- | ----------------------- | ------- | --------- |
| 2021 | Excellence in Variety | MBC Entertainment Award | -       | Ganó      |